# Brocchus
Brocchus ist ein römisches Cognomen, welches aus einem Agnomen entstand, mit welchem ursprünglich Menschen mit Zahnfehlstellungen bezeichnet wurden. Es war der Name einer Familie der gens Furia und auch bei der gens Annaea verbreitet. Der Name ist möglicherweise hispanischen Ursprungs, es ist aber auch eine sabinische Familie Brocchi in Forum Novum nachgewiesen.

## Namensträger
- Armenius Brocchus, römischer Statthalter von Achaea unter Domitian
- Lucius Iunius Brocchus Valerius Bassus, römischer Ritter, Offizier, und Beamter, 1. Jahrhundert
- Gaius Aelius Brocchus, römischer Offizier, 1. und 2. Jahrhundert
- Gaius Annaeus Brocchus, römischer Senator, 1. Jahrhundert v. Chr.
- Gaius Sertorius Brocchus, römischer Prokonsul unter Kaiser Claudius
- Gaius Sertorius Brocchus Quintus Servaeus Innocens, römischer Suffektkonsul 101
- Gaius Servilius Brocchus, römischer Kriegstribun 49 v. Chr.
- Titus Iulius Maximus Manlianus Brocchus Servilianus Aulus Quadronius Verus Lucius Servilius Vatia Cassius Camars, römischer Suffektkonsul 112